# 黃文漢
黃文漢，MH，香港新界政治人物，現任香港離島區議會當然議員、梅窩鄉事委員會主席及鄉議局議員，曾任離島區議會副主席。

## 簡歷
黃文漢為梅窩白銀鄉的原居民，早年在梅窩仍然有農業活動時，曾參與種植工作。其後，他加入裝修行業，並創立裝修公司，業務遍及全港。他曾一度搬出市區，但在兩年後因習慣鄉村的生活搬回白銀鄉。
2011年1月，他當選為白銀鄉的原居民代表。同年4月，他當選為梅窩鄉事委員會的第二副主席。2015年3月，他在梅窩鄉事委員會選舉中當選主席一職，並於翌月以當然議員身份加入離島區議會。
黃文漢就任後關注大嶼山發展及梅窩的交通問題，包括支持《香港2030+》的規劃目標及發展大嶼山，並希望政府關注偏遠鄉村的設施及配套，包括積極研究興建東涌至大澳沿海公路及大嶼山南北通道。同時，他亦關注屬梅窩鄉事會範圍內，大蠔及白芒村的交通問題，希望當局在發展東涌東時能加強該地的聯外道路網。2018年，在明日大嶼願景計劃中，他認為計劃的遠期道路連接改為遠離梅窩的路線，忽略了梅窩居民的需要。
2019年6月，他參選鄉議局副主席一職，與資深鄉事代表林偉強競爭南約的副主席職位，結果以77票對60票之差落選。2020年1月，黃文漢以11票對7票，擊敗民主派的區議員容詠嫦，當選為第六屆離島區議會的副主席。
除擔任區議會及鄉事組織的職務外，他亦擔任離島各界協會副會長、離島婦聯名譽顧問、農牧職工會（離島辦事處）副主任兼理事、離島社區基金會名譽顧問、深圳市羅湖區第五屆政協委員等職。